# Obiect imposibil
Un obiect imposibil  este un tip de iluzie optică. Este un obiect bidimensional (2D) care este interpretat instant și subconștient de sistemul vizual ca reprezentând o proiecție a unui obiect tridimensional (3D).
În cele mai multe cazuri, imposibilitatea devine evidentă după vizualizarea obiectului câteva secunde. Cu toate acestea, impresia inițială a unui obiect tridimensional rămâne chiar și după ce a fost contrazisă. Există, de asemenea, mai multe exemple subtile de obiecte imposibile în care imposibilitatea nu apare spontan și este necesar să examinăm conștient geometria obiectului implicit pentru a determina că este imposibil.
Efectul se produce din cauza dorinței noastre naturale de a interpreta desenele bidimensionale ca obiecte tridimensionale. Acesta este motivul pentru care un desen al unui cub Necker ar fi cel mai probabil văzut ca un cub și nu ca "două pătrate legate de linii diagonale, un pătrat înconjurat de figuri plane neregulate sau orice altă figură plană". La un obiect imposibil, vederea din diferite părți ale obiectului provoacă reevaluarea  naturii 3D a obiectului, lucru care provoacă confuzie mintea.
Obiectele imposibile prezintă interes pentru psihologi, matematicieni și artiști, fără a aparține în întregime  unei discipline anume.

## Exemple
|                                              |
| Iluzia optică a lui Oscar Reutersvärd (1934) |

|                  |
| Un cub imposibil |

|               |
| Scări Penrose |

|                  |
| Triunghi Penrose |

|                   |
| Trident imposibil |

|                    |
| Cascadă imposibilă |

## Obiecte imposibile construite
Obiectul imposibil este posibil să fie reprezentat în două dimensiuni, dar nu este posibil din punct de vedere geometric să existe în lumea fizică reală (3D). Cu toate acestea, unele modele de obiecte imposibile au fost construite, astfel încât atunci când sunt privite dintr-un punct foarte specific, iluzia este menținută. Rotirea obiectului sau schimbarea punctului de vedere împiedică iluzia și, prin urmare, multe dintre aceste modele se bazează pe o perspectivă forțată sau având părți ale modelului care apar mai mult sau mai aproape decât sunt în realitate.
Noțiunea de "obiect interactiv imposibil" este un obiect imposibil care poate fi văzut din orice unghi, fără a întrerupe iluzia.

## Legături externe
- Impossible World
- The M.C. Escher Project Arhivat în 1 mai 2017, la Wayback Machine.
- Art of Reutersvard Arhivat în 19 iulie 2011, la Wayback Machine.
- "Escher for Real" (3D objects)
- Inconsistent Images
- Echochrome, a video game that incorporates impossible objects into its gameplay

## Vezi și
- Paradox
- Puzzle
- Listă de paradoxuri